# Lijst van nummer 1-hits in Frankrijk in 2016
Deze hits stonden in 2016 op nummer 1 in de SNEP Single Top 200, de bekendste hitlijst in Frankrijk.
| Datum        | Artiest                       | Titel                                   |
| ------------ | ----------------------------- | --------------------------------------- |
| 2 januari    | Adele                         | Hello                                   |
| 9 januari    | Adele                         | Hello                                   |
| 16 januari   | David Bowie                   | Space oddity                            |
| 23 januari   | Matt Simons                   | Catch & release (Deepend remix)         |
| 30 januari   | Renaud                        | Toujours debout                         |
| 6 februari   | Rihanna & Drake               | Work                                    |
| 13 februari  | Matt Simons                   | Catch & release (Deepend remix)         |
| 20 februari  | Jain                          | Come                                    |
| 27 februari  | Rihanna & Drake               | Work                                    |
| 5 maart      | Alan Walker                   | Faded                                   |
| 12 maart     | Alan Walker                   | Faded                                   |
| 19 maart     | Alan Walker                   | Faded                                   |
| 26 maart     | Alan Walker                   | Faded                                   |
| 2 april      | Kungs & Cookin' on 3 Burners  | This Girl                               |
| 9 april      | Kungs & Cookin' on 3 Burners  | This girl                               |
| 16 april     | Drake, Wizkid & Kyla          | One dance                               |
| 23 april     | Kungs & Cookin' on 3 Burners  | This girl                               |
| 30 april     | Prince & The Revolution       | Purple rain                             |
| 7 mei        | Sia                           | Cheap thrills                           |
| 14 mei       | Sia                           | Cheap thrills                           |
| 21 mei       | Justin Timberlake             | Can't stop the feeling                  |
| 28 mei       | Céline Dion                   | Encore un soir                          |
| 4 juni       | Céline Dion                   | Encore un soir                          |
| 11 juni      | Justin Timberlake             | Can't stop the feeling                  |
| 18 juni      | David Guetta & Zara Larsson   | This one's for you                      |
| 25 juni      | David Guetta & Zara Larsson   | This one's for you                      |
| 2 juli       | Justin Timberlake             | Can't stop the feeling                  |
| 9 juli       | Justin Timberlake             | Can't stop the feeling                  |
| 16 juli      | David Guetta & Zara Larsson   | This one's for you                      |
| 23 juli      | Justin Timberlake             | Can't stop the feeling                  |
| 30 juli      | Booba                         | É.L.É.P.H.A.N.T                         |
| 6 augustus   | Justin Timberlake             | Can't stop the feeling                  |
| 13 augustus  | DJ Snake & Justin Bieber      | Let me love you                         |
| 20 augustus  | Justin Timberlake             | Can't stop the feeling                  |
| 27 augustus  | Imany                         | Don't be so shy (Filatov & Karas remix) |
| 3 september  | Céline Dion                   | Encore un soir                          |
| 10 september | Céline Dion                   | Encore un soir                          |
| 17 september | Lady Gaga                     | Perfect illusion                        |
| 24 september | LP                            | Lost on you                             |
| 1 oktober    | The Weeknd & Daft Punk        | Starboy                                 |
| 8 oktober    | Booba                         | DKR                                     |
| 15 oktober   | Bruno Mars                    | 24K magic                               |
| 22 oktober   | Julien Doré                   | Le lac                                  |
| 29 oktober   | Richard Orlinski & Eva Simons | Heartbeat                               |
| 5 november   | Richard Orlinski & Eva Simons | Heartbeat                               |
| 12 november  | Richard Orlinski & Eva Simons | Heartbeat                               |
| 19 november  | Leonard Cohen                 | Hallelujah                              |
| 26 november  | Bruno Mars                    | 24K magic                               |
| 3 december   | LP                            | Lost on you                             |
| 10 december  | LP                            | Lost on you                             |
| 17 december  | LP                            | Lost on you                             |
| 24 december  | LP                            | Lost on you                             |
| 31 december  | LP                            | Lost on you                             |